# Стиліанос Паттакос
Стиліанос Паттакос (грец. Στυλιανός Παττακός; 8 листопада 1912, Крит — 8 жовтня 2016, Афіни) — грецький військовий і політичний діяч, один з організаторів перевороту «чорних полковників» у 1967 році.

## Біографія
Стиліанос Паттакос народився 8 листопада 1912 року в критському селі. Навчався в грецькому військовому училищі, брав участь у Другій світовій війні і громадянській війні проти комуністів. Після війни продовжив службу в лавах грецьких збройних сил, дослужився до звання бригадного генерала. Спільно з полковником Георгіосом Пападопулосом, з яким разом закінчував училище в 1940 році, і полковником Ніколаосом Макарезосом організував змову з метою повалення існуючого монархічного ладу в Греції. До моменту початку перевороту Паттакос обіймав посаду начальника армійського центру навчання в Афінах. Паттакос був дуже релігійною людиною, мав стійку неприязнь до політиків.
21 квітня 1967 року за наказом змовників в Афіни були введені танки. В 0:01 Паттакос викликав двох підлеглих офіцерів і віддав їм наказ про мобілізацію підрозділів, приписаних до центру навчання. Через годину він виступив із зверненням до військових зі словами: «Збройні Сили Вітчизни! Покладіть кінець хаосу», після чого до Паттакоса прийшли Пападопулос і ще один із змовників, полковник Руфогаліс. В 2:20 всі троє зустрілися з головнокомандувачем грецькими збройними силами генералом Спандиакісом. По всій Греції пройшли арешти осіб, опозиційних до правих, в першу чергу, комуністів. Було заарештовано більше десяти тисяч осіб, в тому числі національний герой Греції Маноліс Глезос та композитор Мікіс Теодоракіс. Паттакос з допомогою підпорядкованих йому підрозділів зумів встановити контроль над афінськими вузлами зв'язку, будівлею парламенту і королівським палацом.
Після перевороту змовниками була організована так звана Революційна Рада, до якої увійшли всі троє. Крім керівної ролі в раді, Паттакос був також одним з командувачів танковими військами Греції. Будучи одним з керівників хунти, Паттакос тим не менш не користувався послугами охорони. Він багато їздив по країні, в тому числі і на острови, підконтрольні Греції, регулярно виступав перед студентами та робітниками. Паттакос часто читав промови замість Пападопулоса під час засідань у закритих приміщеннях, так як очільник «чорних полковників» страждав клаустрофобією.
Паттакос відомий також своїм особистим наказом про позбавлення грецького громадянства відомої співачки Меліни Меркурі. У відповідь на це вона сказала:
|  | Я народилася гречанкою і помру гречанкою. А містер Паттакос народився фашистом і вмре фашистом… |

25 листопада 1973 року Пападопулос був усунутий від влади генералом Іоаннідісом Дімітріосом, а через рік були арештовані всі учасники перевороту 1967 року, включаючи і Паттакоса. На суді Паттакос в числі організаторів перевороту був засуджений до смертної кари, згодом заміненої на довічне позбавлення волі. Після публічної заяви про каяття у 1990 році його було звільнено.